# Droga wojewódzka 973
Die Droga wojewódzka 973 (DW 973) ist eine 38 Kilometer lange Droga wojewódzka (Woiwodschaftsstraße) in der polnischen Woiwodschaft Heiligkreuz und Woiwodschaft Kleinpolen, die Busko-Zdrój mit Tarnów verbindet. Die Strecke liegt im Powiat Buski, im Powiat Dąbrowski, im Powiat Tarnowski und in der Kreisfreien Stadt Tarnów.

## Streckenverlauf
Woiwodschaft Heiligkreuz, Powiat Buski
-  Busko-Zdrój (DK 73, DW 767, DW 776)
- Zbludowice
- Radzanów
- Olganów
- Dobrowoda
- Piasek Wielki
- Badrzychowice
-  Strożyska (DW 771)
- Ucisków
-  Nowy Korczyn (DK 79)

Woiwodschaft Kleinpolen, Powiat Dąbrowski
- Borusowa
- Kozłów
- Hubenice
- Wola Żelichowska
- Żelichów

Woiwodschaft Kleinpolen, Powiat Tarnowski
- Otfinów
-  Żabno (DW 975)
- Niedomice
- Ilkowice
- Bobrowniki Wielkie
- Wychylówka

Woiwodschaft Kleinpolen, Kreisfreie Stadt Tarnów
-  Tarnów (Tarnow) (A 3, DK 73, DK 94, DW 977)